# Недоспасов, Сергей Артурович
Серге́й Арту́рович Недоспа́сов (род. 1952) — советский и российский биолог, специалист в области молекулярной биологии и генетики, иммунологии и биотехнологии.
Доктор биологических наук, профессор, академик РАН (с 28.10.2016) по специальности «физико-химическая биология» (до 2016 г. — член-корреспондент РАН (с 2003 г) по специальности «биотехнологии»). Член Европейской Академии. Заведующий лабораторией молекулярных механизмов иммунитета Института молекулярной биологии им. В. А. Энгельгардта РАН, заведующий отделом молекулярной иммунологии Института Физико-химической биологии им. А. Н. Белозерского и профессор кафедры иммунологии биологического факультета МГУ им. М. В. Ломоносова. Руководитель направления «Иммунобиология и медицина» научного центра генетики и наук о жизни университета «Сириус» (https://siriusuniversity.ru/). По данным Research.com, является самым цитируемым иммунологом в России. 

## Биография
Окончил Вторую математическую школу в 1969 году. Выпускник МФТИ (Факультет молекулярной и химической физики, кафедра молекулярной биофизики). С 1974 года работал в лаборатории академика Г. П. Георгиева в Институте молекулярной биологии им. Энгельгардта АН ССР (РАН), в 1986 году возглавил научную группу и лабораторию в том же Институте. В МГУ — с 1996 года (Институт физико-химической биологии имени А. Н. Белозерского). С 1995 по 2010 год — International Research Scholar Медицинского института им. Говарда Хьюза.
В 1980 году защитил кандидатскую диссертацию «Структура вирусных ДНК-белковых комплексов из ядер клеток, зараженных обезьяньим вирусом 40», 1990 году — докторскую в форме научного доклада «Комплекс подходов к исследованию структуры генов эукариот и их организации в хроматине: на генах мыши, кодирующих факторы некроза опухолей, и на модельной системе минихромосомы 40». С 1998 года профессор. Заведует лабораторией молекулярных механизмов иммунитета Института молекулярной биологии им. В. А. Энгельгардта, а также отделом молекулярной иммунологии в НИИ ФХБ им. А.Н. Белозерского. Заведовал кафедрой иммунологии биологического факультета МГУ им. Ломоносова с 2009 по 2021 гг. С 2014 по 2018 год руководил лабораторией экспериментальной иммунологии в ННГУ им. Лобачевского, в 2018 году стал соорганизатором (вместе с Е. И. Рогаевым и А. В. Адриановым) Центра генетики и наук о жизни НТУ «Сириус» (Сочи). Параллельно своим должностям в России в течение 30 лет руководил исследовательскими лабораториями за рубежом (15 лет — в США, 15 лет — в Германии).
Организовал в Москве образовательные программы по онкоиммунологии и молекулярной иммунологии.
Член редколлегий международных и российских журналов: European Journal of Immunology, Journal of Inflammation, Immunology Letters, «Молекулярная биология», «Российский иммунологический журнал», «Медицинская иммунология», «Цитология».
По состоянию на 2024 год имеет более 300 научных публикаций; количество цитирований — более 20000; индекс Хирша — 61. 
Женат, имеет двоих детей  и трех внуков.

## Научная деятельность
Научные интересы
- механизмы врожденного иммунитета
- физиология цитокинов
- генетический нокаут в мышах и мышиные модели болезней человека
- раковые антигены

С. А. Недоспасов внес крупный вклад в развитие отечественной молекулярной биологии, иммунологии и биомедицины. Им и его школой выполнены пионерные работы по биологии цитокинов, созданы уникальные животные модели заболеваний человека, исследованы механизмы патогенеза ряда заболеваний на молекулярном уровне, развиты новые подходы к биотерапии, включая создание прототипов новых лекарств. С. А. Недоспасовым опубликовано более 300 статей, в том числе в ведущих международных журналах (Science, Nature, Immunity, Blood и др.). В 80-е годы С. А. Недоспасовым с коллегами были впервые молекулярно клонированы гены цитокинов семейства фактора некроза опухолей (TNF), являющихся медиаторами иммунных процессов. На основании этих молекулярных клонов в нашей стране были созданы штаммы-продуценты цитокинов, в том числе TNF и лимфотоксина человека, а затем панель моноклональных антител, нейтрализующих их активность. С. А. Недоспасовым и сотрудниками была создана уникальная панель мышиных линий с контролируемым отключением генов TNF, лимфотоксина и других медиаторов, важных для развития иммунной системы. В этих животных стало возможным моделировать различные заболевания человека — от аутоиммунных и инфекционных до онкологических, изучать связь микробиоты с воспалением, а также отрабатывать методы биотерапии.

## Награды и премии
- Investigator Award Института Раковых Исследований (США, 1991 г.)
- Премия Берлин-Бранденбургской Академии Наук (Германия, 2000 г.)
- Премия Гельмгольца-Гумбольдта (2005 г.)
- Избран членом Европейской Академии (2010 г)., Европейской Академии онкоиммунологии (2012 г.)
- Премия имени И. И. Мечникова (2011 г.) — За цикл научных работ «Молекулярно-клеточные механизмы организации лимфоидных органов человека и мыши» (совместно с А. А. Ярилиным).
- Государственная премия Российской Федерации (2015 г.) — за цикл фундаментальных и прикладных работ по изучению молекулярных медиаторов иммунитета, включающий работы по созданию уникальных биомедицинских моделей.
- Почетный доктор ННГУ им. Н. Н. Лобачевского (2016 г.)[5]
- Орден Дружбы (2024 г.) — за большой вклад в развитие отечественной науки, многолетнюю плодотворную деятельность и в связи с 300-летием со дня основания Российской академии наук[6]

## Упоминания в СМИ
- Что представляет собой тест на антитела к коронавирусу («Парламентская газета», 18.04.2020)
- «Радоваться рано, многие ограничения снимают преждевременно» (Журнал «Огонёк» № 23 от 15.06.2020, стр. 26)
- «Некоторые из существующих лекарств должны работать»: иммунолог — об особенностях COVID-19 и разработке вакцины (Russia Today, 25.04.2020)
- Autoimmune diseases: Novel drug for arthritis (ScienceDaily, декабрь 2018)
- Scientists found molecular 'switch' for allergic asthma treatment (EurekAlert!, декабрь 2018)
- ИММУНОЛОГИЯ БУДУЩЕГО: УЧЁНЫЙ СЕРГЕЙ НЕДОСПАСОВ О НОВЫХ ОТКРЫТИЯХ И НЕРЕШЁННЫХ ПРОБЛЕМАХ («Сириус», 15.02.2017)
- Помогают мыши, ламы и верблюды («Коммерсантъ Наука» № 2, ноябрь 2016)
- Член-корреспондент РАН Недоспасов: высокого полета в премии 2015 года я не увидел (Газета.ру, 05.10.2015)
- «Астма объясняется тем, что мы теперь в детстве не ездим в деревню» (Газета.ру, 13.06.2016)
- На «Худсовете». Лауреат Госпремии Сергей Недоспасов (Телеканал «Культура», 14.06.2016)
- Все на борьбу с патогенами. Сергей Недоспасов об иммунологической метафоре реформы РАН (Газета.ру, 20.08.2013)
- Ученые создали прототип лекарства против артрита и псориаза (Газета.ру, 01.03.2016)
- Великая иммунологическая революция («НАУКА И ЖИЗНЬ» № 9, 2010)